# Банк Гваделупы
Банк Гваделупы (фр. Banque de la Guadeloupe) — бывший частный французский банк, созданный 11 июля 1851 года. До 1946 года Гваделупа имела статус «заморского департамента Франции», банк имел юридическую силу по закону «об организации колониальных банков».
Привилегия эмиссии у банка сохранялась до 1944 года, однако выпуск продолжался до 1952 года, под контролем центральной кассы заморской Франции, предка настоящего французского агентства развития.
Банк был объединён с Банком Мартиники в 1967 году, и получил название: Банк французских Антильских островов (BDAF), который принадлежит как Банк группе BPCE через его филиал.